# Manon Lescaut (ballet)
Pour les articles homonymes, voir Manon.

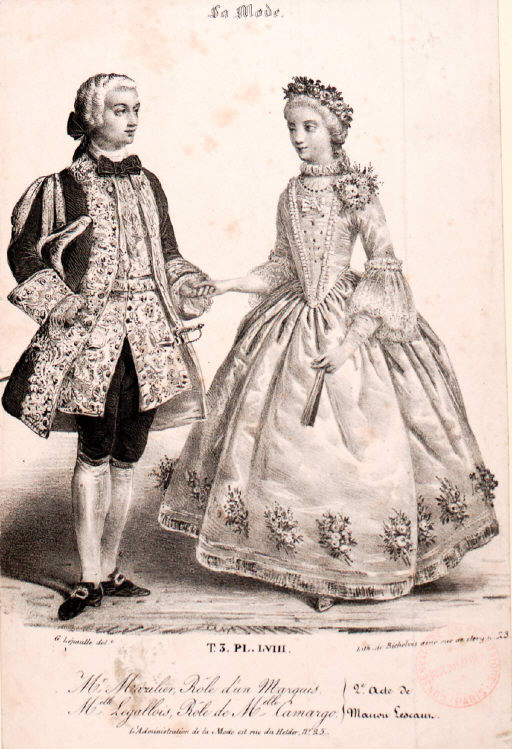
Joseph Mazilier et Amélie Legallois dans Manon Lescaut

Manon Lescaut est un ballet-pantomime en 3 actes de Jean-Pierre Aumer, musique de Jacques-Fromental Halévy, livret d'Eugène Scribe d'après le roman de l'abbé Prévost Histoire du chevalier Des Grieux et de Manon Lescaut (1731), décors de Cicéri. La première représentation a eu lieu à l'Opéra de Paris le 3 mai 1830, avec Mme Montessu, Ferdinand, Marie Taglioni, Amélie Legallois et Mme Élie.
C'est une œuvre qui annonce déjà, par sa rupture avec l'esthétique de l'Ancien Régime et le sujet non mythologique, les grands ballets romantiques comme La Sylphide.

## Autres versions
- 1846 : Giovanni Casati, musique de Vincenzo Bellini
- 1852 : Giovanni Colinelli, musique de Matthias Strebinger
- 1974 : L'histoire de Manon, Kenneth MacMillan, musique de Jules Massenet